# 曲背新棘鮋
曲背新棘鮋（学名：Neomerinthe procurva），又名新棘鮋、石狗公、石頭魚，为輻鰭魚綱鮋形目鮋亞目鮋科新棘鮋屬下的一个种，為熱帶海水魚，分布於西太平洋印尼海域，棲息深度20-920公尺，體長可達7.1公分，棲息在大陸棚，生活習性不明。